# Henri Kontinen
Henri Kontinen (Helsinki, 19 de Junho de 1990) é um ex-tenista profissional finlandês. Em 2017, se torna no primeiro jogador da Finlândia a liderar um ranking mundial de tênis. E isso aconteceu ao se tornar número 1 do mundo no ranking de duplas da ATP.
Em 2016, jogando ao lado da britânica Heather Watson, foi campeão de duplas mistas do Torneio de Wimbledon. Na final, eles bateram o colombiano Robert Farah e a alemã Anna-Lena Grönefeld, por 7-6(5) e 6-4. No caminho para o título, o dueto, que não era cabeça de chave, superou a fortíssima parceria formada pela suíça Martina Hingis e o indiano Leander Paes, únicos a tirarem um set deles no torneio, por 3-6, 6-3 e 6-2. Esse foi seu primeiro titulo de Grand Slam na modalidade de duplas mistas e na carreira. Já em 2017, como os defensores do título, Kontinen/Watson conseguiram chegar à final de Wimbledon nas mistas mais uma vez. Entretanto foram impedidos de conquistar o bicampeonato consecutivo do torneio ao serem superados pelo britânico Jamie Murray e a suíça Martina Hingis por duplo 6/4.
No final da temporada de 2016, atuando ao lado do australiano John Peers, conquistou o título de duplas do ATP World Tour Finals. Na decisão, Kontinen e Peers superaram o sul-africano Raven Klaasen e o norte-americano Rajeev Raam, estes os sétimos favoritos, em três 'sets', pelas parciais de 2-6, 6-1 e 10-8, em uma hora e dez minutos.
Já em 2017, jogando duplas masculinas conquistou seu primeiro Grand Slam da modalidade no Open da Austrália ao derrotar na decisão, nada mais nada menos, que os irmãos Bob Bryan e Mike Bryan, com as parciais de 7-5 e 7-5 ao cabo de uma hora e catorze minutos de jogo. Seu parceiro nessa decisão foi o australiano John Peers. Esse foi seu primeiro titulo de Grand Slam na modalidade de duplas masculinas, mas o segundo da carreira.

## ATP finais

### Duplas: 6 (4-2)
| Legenda                           |
| Grand Slam (0–0)                  |
| ATP World Tour Finals (0–0)       |
| ATP World Tour Masters 1000 (0–0) |
| ATP World Tour 500 Series (1–1)   |
| ATP World Tour 250 Series (3–3)   |

| Finais por Piso |
| Duro (3–2)      |
| Saibro (2–1)    |
| Grama (0–0)     |
| Carpete (0–0)   |

| Posição | N. | Data                    | Torneio                 | Piso     | Parceiro        | Oponentes                            | Placar                  |
| Campeão | 1. | 2 de Agosto de 2014     | Kitzbühel, Áustria      | Saibro   | Jarkko Nieminen | Daniele Bracciali Andrey Golubev     | 6-1, 6-4                |
| Vice    | 1. | 21 de Setembro de 2014  | Metz, França            | Duro (c) | Marin Draganja  | Mariusz Fyrstenberg Marcin Matkowski | 7–6(7–3), 3–6, [8–10]   |
| Vice    | 2. | 26 de Outubro de 2014   | Basel, Suíça            | Duro (c) | Marin Draganja  | Vasek Pospisil Nenad Zimonjić        | 6-7(13-15), 6-1, [5-10] |
| Campeão | 2. | 8 de Fevereiro de 2015  | Zagreb, Croácia         | Duro (c) | Marin Draganja  | Fabrice Martin Purav Raja            | 6-4, 6-4                |
| Campeão | 3. | 22 de Fevereiro de 2015 | Marseille, França       | Duro (c) | Marin Draganja  | Colin Fleming Jonathan Marray        | 6–4, 3–6, [10–8]        |
| Campeão | 4. | 26 de Abril de 2015     | Barcelona, Espanha      | Saibro   | Marin Draganja  | Jamie Murray John Peers              | 6-3, 6-7(6–8), [11–9]   |
| Vice    | 3. | 8 de Agosto de 2015     | Kitzbühel, Áustria      | Saibro   | Robin Haase     | Nicolás Almagro Carlos Berlocq       | 7–5, 3–6, [9–11]        |
| Campeão | 5. | 27 de Setembro de 2015  | São Petersburgo, Rússia | Duro     | Treat Huey      | Julian Knowle Alexander Peya         | 7–5, 6–3                |